# Nelly Chatué Diop
Pour les articles homonymes, voir Diop.
Nelly Chatué Diop est une informaticienne et entrepreneure de la Fintech d'origine camerounaise.

## Biographie

### Enfance, éducation et débuts
Nelly Chatue est née au Cameroun. Elle y fait sa scolarité.
En 2000, elle est lauréate d’une bourse d’excellence du Ministère français des Affaires Étrangères. Elle étudie à l’École scientifique du CPE de Lyon. En 2004, elle devient ingénieure en informatique et télécommunications.
En 2006, inscrite à HEC Paris, elle suit un programme de MBA spécialisé dans la finance, le marketing et la stratégie. Dans le cadre d'un échange international avec la London Business School, elle poursuit sa formation dans la finance.

### Carrière
Nelly Chatue-Diop est une informaticienne spécialisée en donnée et blockchain.

#### Intrapreneure
Elle est développeur informatique pendant quelques années après son diplôme en informatique. Après son MBA, elle travaille dans une banque d'affaires à Londres et retourne en France où elle est employée d'une PME américaine spécialisée dans le pricing et la data utilisant des modèles statistiques pour des recommandations de prix.
En 2013, chez Casino, elle monte la direction Pricing et Data. En 2015, chez Darty, elle crée la même direction. En 2017, chez Betclic, elle crée la direction Data qu'elle développe pendant 3 ans. Elle a une spécialisation en Machine Learning notamment appliqué à la détection de fraudes aux transactions financières.

#### Entrepreneure
En 2020, avec Baptiste Andrieux, elle se lance dans l'entreprenariat avec la start-up Ejara.io, plateforme d’investissement mobile basée sur la blockchain spécialement conçue pour le marché français, africain et sa diaspora. Elle veut ainsi démocratiser la cryptomonnaie.
En octobre 2021, elle réalise une levée de fonds de 2 millions de dollars américains avec Ejara.

#### Récompenses
En 2013, elle obtient le prix de la "Femme Engagée" dans la Grande distribution en France.
En 2018, elle est nommée parmi le Top 10 des Directeurs de la donnée en Europe.
En mai 2020, elle fait partie de la liste globale des femmes de pouvoir dans la Data du magazine de référence américain CDO Magazine.
En juin 2020, elle est classée dans le Top 100 mondial des Visionnaires de la Donnée.

## Vie privée
Nelly Chatue-Diop est mariée et a deux enfants.